# Редькин Віктор Миколайович
Ві́ктор Микола́йович Ре́дькин — молодший лейтенант, Міністерство внутрішніх справ України, учасник російсько-української війни.

## Життєпис
1993 року закінчив Краснолуцьку ЗОШ № 13, до 1995-го працював в охороні шахти «Міусинська».
1999-го призваний на строкову військову службу, з 2000-го проходив військову службу за контрактом, командир відділення розвідувальної групи, старший інструктор розвідувальної роти спеціального призначення Західного територіального командування внутрішніх військ МВСУ.
Протягом 2003—2004 років у званні прапорщика виконував миротворчу місію, Спеціальний миротворчий підрозділ МВС України міжнародних поліцейських сил Місії ООН — Косово (UNMIK); нагороджений медаллю ООН «На службі миру».
Займав посади старшого інструктора та заступника командира групи розвідки роти спеціального призначення Західного ТрК ВВ МВСУ. Здійснив близько десяти стрибків з парашутом.
2005-го перейшов на службу до органів внутрішніх справ, помічник оперуповноваженого, відділення захисту джерел оперативної інформації відділу швидкого реагування — спеціальний підрозділ «Сокіл», Управління по боротьбі з організованою злочинністю при УМВС України у Львівській області. Звільнився з посади за власним бажанням.
2010-го закінчив Харківську національну академію внутрішніх справ. Протягом 2007—2010 років працював начальником відділу контролю послуг, Головне управління у справах захисту прав споживачів Києва, також був помічником судді.
У червні 2011 року прийнятий на військову службу за контрактом, ВВ МВС України, обіймав посади командира взводу і роти івано-франківського 24-го окремого батальйону. 2 січня 2013 року присвоєно звання молодший лейтенант.
Під час подій Революції Гідності з 1 січня по 21 лютого 2014-го на чолі підлеглих виконував службово-бойові завдання в Києві з охорони громадського порядку. 21 лютого — коли його підрозділ охороняв Верховну Раду України — під враженням від загибелі людей на Євромайдані та переживань за сина в Луганську померла його мама.
Призваний у вересні 2014-го, командир роти 50-го полку, Західне ОТО.
1 листопада 2014-го вранці загинув під час вчиненого терористами обстрілу з РСЗВ БМ-21 «Град» села Кримське Новоайдарського району — перебував у руїнах будинку, коли в нього влучила ракета.
Похований на Алеї Слави Годилівського кладовища Чернівців. У Чернівцях залишились батько й молодша сестра.

## Нагороди та вшанування
За особисту мужність і героїзм, виявлені у захисті державного суверенітету та територіальної цілісності України, вірність військовій присязі під час російсько-української війни
- нагороджений орденом «За мужність» III ступеня (26.02.2015, посмертно).
- у листопаді 2015-го в Івано-Франківській в/ч НГУ відкрито пам'ятну дошку командирові 1-ї патрульної роти лейтенанту Вікторові Редькіну.